# Blood II: The Chosen
Blood II: The Chosen è un videogioco del genere sparatutto in prima persona sviluppato da Monolith Productionse pubblicato da GT Interactive nel 1998 per PC.
Il gioco, sequel di Blood, vede analogamente al prequel lo stesso Caleb come protagonista, e si basa sul motore grafico Lithtech.

## Trama
Il gioco è ambientato in un ipotetico prossimo futuro. Caleb, che nel finale di Blood ha sconfitto il suo nemico Tchernobog, ha passato gli ultimi cento anni a trovare un modo di resuscitare i suoi compagni, specie l'amata Ophelia. Nel frattempo, il gruppo di cultisti "Cabal" (che Caleb pensava di avere definitivamente sconfitto) si è rimesso in sesto, ed è diventato una potente multinazionale chiamata "CabalCo", capeggiata da un nuovo leader, Gideon: sarà compito di Caleb sconfiggerli definitivamente,ma sarà una durissima impresa.

## Modalità di gioco
Blood II è suddiviso in quattro capitoli, a loro volta dotati di un numero variabile di livelli (in tutto 33). Nella modalità giocatore singolo è possibile selezionare all'inizio del gioco uno fra quattro personaggi: Caleb, Ophelia, Gabriella e Ishmael. Ognuno di esso è dotato di caratteristiche differenti (velocità, punti ferita, abilità con le armi); tuttavia, se non si seleziona Caleb, non vengono visualizzati gli intermezzi fra un livello ed un altro, perdendo così buona parte dell'andamento della trama.
Sono presenti 17 armi, ma è possibile trasportarne solamente 10: se tutte le posizioni sono occupate, occorrerà gettarne una a terra prima di raccoglierne una nuova. Come nel primo Blood, alcune armi sono dotate di due modalità di sparo: la seconda, solitamente, è più potente della prima, ma è più lenta (sia nello sparare che nel ricaricare) e consuma più munizioni. Altre (come le pistole) possono essere raccolte due volte, per attivare la modalità akimbo.
Oltre che alle armi sono presenti diversi power-up, alcuni trasportabili nel proprio inventario e attivabili quando occorre: tra gli altri è presente un occhio che può essere gettato a terra; il giocatore può andare in un'altra stanza e, attivandolo, può vedere che cosa succede nel punto dove lo ha gettato. Oltre che alla modalità giocatore singolo è presente anche una modalità multiplayer, chiamata "Bloodbath" al posto del classico deathmatch. Si possono selezionare i diversi personaggi, fattore che influenza anche il tipo di armi a disposizione.